# Алавердян, Степан Карапетович
Степа́н Карапе́тович Алавердя́н (Алавердов, 1 (13) августа 1888, Кутаис — 14 августа 1920, Эривань) — участник борьбы за Советскую власть в Закавказье. Один из руководителей Коммунистической партии Армении.

## Биография
Родился 1 (13) августа 1888 года в Кутаиси в семье служащего. В старших классах Кутаисского реального училища вовлекся в революционное движение и в феврале 1904 года стал членом РСДРП.
В 1908 году поступил в Московский коммерческий институт, но неоднократно прерывал обучение из-за недостатка средств. В 1914 году всё-таки окончил полный курс экономического отделения института, а в 1915 году по окончании дополнительного семестра защитил дипломную работу на звание кандидата экономических наук, удостоившись диплома второго разряда. Эта работа, темой которой был жилищный вопрос в Москве, в 1960-е годы была издана как отдельная книга. По окончании института вернулся в Закавказье.
В 1917 году совместно и Вано Киасашвили (Иваном Киасовым) возглавил Сарыкамышскую парторганизацию, был членом исполкома и руководителем большевистской фракции местного совета. В январе 1918 года вошёл в состав образованного там военно-революционного комитета.
Власть в Сарыкамыше советы удержать не смогли, и Алавердян перебрался в Грузию, где вошёл в состав тифлисского комитета РКП(б) и стал секретарём молодёжной большевистской организации «Спартак». С февраля 1918 года находился на нелегальном положении. Свою квартиру в доме № 6 по Архиповскому тупику использовал для собраний. В июле 1918 года был арестован грузинским меньшевистским правительством и выслан из Грузии.
C сентября 1919 года — на партийной работе в Армении, участвовал в Совещании большевистских организаций Армении. В январе 1920 года принял участие в работе 1-й конференции коммунистических организаций Армении, на которой был избран в состав руководящего партийного центра — Армянского комитета РСДРП(б) (Арменкома).
Один из руководителей вооружённого восстания в мае 1920 года против дашнаков. После подавления восстания арестован и 14 августа 1920 года расстрелян. Похоронен в Английском (Театральном) парке в Ереване.
В советское время имя Алавердяна носила улица в Ереване (ныне — улица Анрапетутян) и площадь в Тбилиси (ныне — Площадь Гудиашвили).